# Pachomius
Genre
Synonymes
- Romitia Caporiacco, 1947
- Aculeobreda Caporiacco, 1955
- Uspachus Galiano, 1995

Pachomius est un genre d'araignées aranéomorphes de la famille des Salticidae.

## Distribution
Les espèces de ce genre se rencontrent en Amérique latine.

## Liste des espèces
Selon World Spider Catalog (version 24.5, 13/08/2023) :
- Pachomius albipalpis (Taczanowski, 1878)
- Pachomius andinus (Taczanowski, 1878)
- Pachomius areteguazu Rubio, Stolar & Baigorria, 2021
- Pachomius argyrochrysos (Mello-Leitão, 1946)
- Pachomius bahiensis (Galiano, 1995)
- Pachomius bilobatus (F. O. Pickard-Cambridge, 1901)
- Pachomius colombianus (Galiano, 1995)
- Pachomius dybowskii (Taczanowski, 1871)
- Pachomius flavescens Peckham & Peckham, 1896
- Pachomius hadzji (Caporiacco, 1955)
- Pachomius hieroglyphicus (F. O. Pickard-Cambridge, 1901)
- Pachomius juquiaensis (Galiano, 1995)
- Pachomius lehmanni (Strand, 1908)
- Pachomius ministerialis (C. L. Koch, 1846)
- Pachomius misionensis (Galiano, 1995)
- Pachomius niger (Caporiacco, 1947)
- Pachomius niveoguttatus (F. O. Pickard-Cambridge, 1901)
- Pachomius palustris Rubio, Baigorria & Stolar, 2021
- Pachomius patellaris (Galiano, 1995)
- Pachomius peckhamorum Galiano, 1994
- Pachomius rubrogastrus Pett, Rubio & Stolar, 2021
- Pachomius sextus Galiano, 1994
- Pachomius similis Peckham & Peckham, 1896
- Pachomius villeta Galiano, 1994

## Systématique et taxinomie
Ce genre a été décrit par Peckham et Peckham en 1896 dans les Attidae.
Aculeobreda a été placé en synonymie par Ruiz et Brescovit en 2005.
Romitia et Uspachus ont été placés en synonymie par Edwards en 2015.

## Publication originale
- Peckham & Peckham, 1896 : « Spiders of the family Attidae from Central America and Mexico. » Occasional Papers of the Natural History Society of Wisconsin, vol. 3, no 1, p. 1-101 (texte intégral).